# Epipactis turcomanica
Epipactis turcomanica là một loài thực vật có hoa trong họ Lan. Loài này được K.P.Popov & Neshat. mô tả khoa học đầu tiên năm 1982.